# Чхаберидзе, Арчил Гиглаевич
Арчи́л Гигла́евич Чхабери́дзе (24 августа 1971) — грузинский и российский футболист, защитник.

## Карьера
С 1990 года играл за «Самгурали». Сезон 1991/92 провёл в «Марагоели», после чего подписал контракт с кутаисским «Торпедо». Летом 1996 года вместе с группой грузинских игроков перешёл в российский клуб «Луч», где стал одним из лидеров команды и помог клубу избежать вылета. Через полгода перебрался в питерский «Локомотив» по приглашению тогдашнего главного тренера команды Гиви Нодия. В 1998 году вернулся в «Торпедо». Сезон 1998/99 провел в «Самгурали». На закате карьеры защищал цвета волжского «Торпедо», «Жемчужины», «Металлурга-Метизника». Завершил карьеру в 2002 году в нижегородском «Локомотиве».

## Достижения
- Серебряный призёр чемпионата Грузии: 1998/99
- Серебряный призёр чемпионата Грузии: 1993/94
- Обладатель Кубка Грузии: 1998/99
- Бронзовый призёр Первой лиги Грузии: 1991/92